# ولد ليكون مختلفا
ولد ليكون مختلفًا (بالإنجليزية: Born to Be Different) هو مسلسل وثائقي بريطاني عُرض على القناة الرابعة، تدور قصته حول تتبع حياة ستة أطفال معاقين ولدوا في الألفية. بدأت السلسلة 10 في المملكة المتحدة في مارس 2020.

## الأطفال
- وليام ديفيس  – يعيش مع مرض التصلب الحدبي، مما يسبب له التوحد والصرع.[2] توفي سنة 2023.[3]
- هاميش ماكلين  – مصاب بالتقزم[1]
- زوي فرو – مصاب بـاعوجاج المفاصل[4]
- شيلبي ويليامز – مصابة بالتثلث الصبغي 9 مما أدى إلى إصابتها بإعاقة شديدة[5] وتوفيت عام 2019[6]
- إميلي سبيرز – مصاب بـتشقق العمود الفقري[7][8]
- ناثان كريستي  – مصاب بـمتلازمة داون[9]